# Mohamed Antar
Mohamed Antar (tiếng Ả Rập: محمد عنتر; sinh ngày 1 tháng 1 năm 1993 ở Abu Tig, Asyut). Hiện tại anh thi đấu cho câu lạc bộ Ai Cập Zamalek SC.

## Danh hiệu

### Zamalek SC
- Cúp bóng đá Ai Cập (1): 2017–18